# Lijst van voetbalinterlands Macau - Mongolië
Deze lijst van voetbalinterlands is een overzicht van alle officiële voetbalwedstrijden tussen de nationale teams van Macau en Mongolië. De landen hebben tot op heden negen keer tegen elkaar gespeeld. De eerste ontmoeting, een kwalificatiewedstrijd voor de Oost-Azië Cup 2003, werd gespeeld in Hongkong op 22 februari 2003. Het laatste duel, een kwalificatiewedstrijd voor de Oost-Azië Cup 2019, vond plaats op 2 september 2018 in Ulaanbaatar.

## Wedstrijden
| № | Plaats      | Datum            | Competitie                          | Wedstrijd        | Uitslag |
| - | ----------- | ---------------- | ----------------------------------- | ---------------- | ------- |
| 1 | Hongkong    | 22 februari 2003 | Oost-Azië Cup 2003 kwalificatie     | Macau − Mongolië | 2 − 0   |
| 2 | Macau       | 17 juni 2007     | Oost-Azië Cup 2008 kwalificatie     | Macau − Mongolië | 0 − 0   |
| 3 | Yona        | 13 maart 2009    | Oost-Azië Cup 2010 kwalificatie     | Macau − Mongolië | 1 − 2   |
| 4 | Macau       | 7 april 2009     | AFC Challenge Cup 2010 kwalificatie | Macau − Mongolië | 2 − 0   |
| 5 | Ulaanbaatar | 14 april 2009    | AFC Challenge Cup 2010 kwalificatie | Mongolië − Macau | 3 − 1   |
| 6 | Dededo      | 25 juli 2014     | Oost-Azië Cup 2015 kwalificatie     | Macau − Mongolië | 3 − 2   |
| 7 | Dededo      | 30 juni 2016     | Oost-Azië Cup 2017 kwalificatie     | Macau − Mongolië | 2 − 2   |
| 8 | Kuching     | 3 november 2016  | AFC Solidarity Cup 2016             | Macau − Mongolië | 2 − 1   |
| 9 | Ulaanbaatar | 2 september 2018 | Oost-Azië Cup 2019 kwalificatie     | Mongolië − Macau | 4 − 1   |

## Samenvatting
| Competitie                     | Totaal gespeeld | Winst Macau | Gelijk | Winst Mongolië | Doelsaldo Macau – Mongolië |
| ------------------------------ | --------------- | ----------- | ------ | -------------- | -------------------------- |
| AFC Challenge Cup-kwalificatie | 2               | 1           | 0      | 1              | 3 − 3                      |
| AFC Solidarity Cup             | 1               | 1           | 0      | 0              | 2 − 1                      |
| Oost-Azië Cup-kwalificatie     | 6               | 2           | 2      | 2              | 9 − 10                     |
| Totaal                         | 9               | 4           | 2      | 3              | 14 − 14                    |

AFM · 
A-internationals · 
Macaus vrouwenelftal
1980 – 1989 · 
1990 – 1999 · 
2000 – 2009 · 
2010 – 2019 ·
2020 − 2029
Bangladesh ·
Bhutan ·
Brunei ·
Cambodja ·
China ·
Filipijnen ·
Guam ·
Hongkong ·
India ·
Irak ·
Japan ·
Kazachstan ·
Kirgizië ·
Koeweit ·
Laos ·
Maleisië ·
Mauritius ·
Mongolië ·
Myanmar ·
Nepal ·
Noord-Korea ·
Oman ·
Pakistan ·
Salomonseilanden ·
Saoedi-Arabië ·
Singapore ·
Sri Lanka ·
Tadzjikistan ·
Taiwan ·
Thailand ·
Vietnam ·
Zuid-Korea
MFF · Mongolisch vrouwenelftal
Interlands
Tegenstander:
Afghanistan ·
Azerbeidzjan ·
Bangladesh ·
Bhutan ·
Brunei ·
Cambodja ·
Filipijnen ·
Georgië ·
Guam ·
Hongkong ·
India ·
Japan ·
Jemen ·
Kirgizië ·
Koeweit ·
Laos ·
Libanon ·
Macau ·
Malediven ·
Maleisië ·
Mauritius ·
Myanmar ·
Noord-Korea ·
Oezbekistan ·
Oost-Timor ·
Palestina ·
Saoedi-Arabië ·
Singapore ·
Sri Lanka ·
Tadzjikistan ·
Taiwan ·
Tanzania ·
Vanuatu ·
Vietnam ·
Zuid-Korea